# Late Shift
Late Shift (стилізовано як LATƎ SHIFT) — це інтерактивний фільм в форматі FMV, написаний та зрежисований Тобіасом Вебером і розроблений компанією CtrlMovie. Гра була показана на багатьох міжнародних кінофестивалях, включаючи Нью-Йоркський кінофестиваль, кінофестиваль Raindance та Festival du nouveau cinéma.

## Ігровий процес
Late Shift представлений як звичайний фільм. Під час фільму гравець може робити вибір від імені головного героя. Фільм не призупиняється під час прийняття рішення, тому глядачі повинні реагувати швидко в режимі реального часу, без можливості перемотати назад. У фільмі є 180 пунктів вибору, а взаємодія користувача впливає на персонажів та події гри та веде історію до одного з семи різних кінцівок. В середньому гравці проходять гру за 1 годину і 20 хвилин , проте є можливість перепроходити гру необмежену кількість разів і отримувати різні кінцівки з різними розвитками сюжету.

## Сюжет
Події фільму відбуваються в серці Лондона. Ігровий персонаж та головний герой - Метт Томпсон, студент коледжу, який працює на парковці. Одного разу вночі Мет опиняється втягнутим у злочин, його змушують працювати з групою озброєних грабіжників. Він дружбою, можливо, романтично, з одним із учасників групи, молодою жінкою на ім’я Мей-Лінг. Вибір гравця впливає на події в грі і може призвести до різноманітних кінцівок, з різними долями для Метта та Мей-Лінг.

## Відгук
"Пізня зміна" отримала "дуже позитивні" відгуки в Steam, 72/100 балів за оцінкою агрегатора рецензій Metacritic. The Sunday Times назвав його "найважливішим фільмом року", The Guardian назвав його "цифровим досвідом, на який варто звернути увагу".